# Saison 1976-1977 du Boucau stade
 (août 2010).
Cette page présente la saison 1976-1977 du Boucau Tarnos stade en championnat de France de rugby à XV de 1re division groupe B.

## Récit de la saison
Pour la saison 1976-1977, le Boucau stade évolue en première division groupe B.
Le club manque de peu la montée en Groupe A en terminant 3e de sa poule au terme d'une saison réussit où le mélange d'anciens juniors (9), de joueurs confirmés et de renforts apportant un plus à l'équipe annoncent des lendemains prometteurs.
Performant en challenge Berdern, les noirs disputent la finale mais perdent la rencontre au terme d'un match heurté.
Les juniors atteignent les 8e de finale du championnat de France où ils sont éliminés par Montauban.

## Transferts
| Joueur           | Poste          | Destination        |
| Joseph Alsuguren | pilier         | US Tyrosse         |
| Lavigne          | demi de mêlée  | Biarritz olympique |
| Lagarde          | ailier arrière | Ondres             |
| Camou            | demi de mêlée  | Ondres             |

| Joueur        | Poste                       | Destination                                          |
| Leterre       | arrière ou demi d'ouverture | Villeneuve XIII Rugby League                         |
| Hauciart      | pilier                      | Aviron bayonnais                                     |
| Barragué      | 3e ligne aile               | Aviron bayonnais                                     |
| Hervé Merlaud | 2e ligne                    | Association sportive Mérignac rugby (retour au club) |
| Larrayos      | 3e ligne aile               | Aviron bayonnais                                     |

## La saison
La poule de 1re Division groupe B du Boucau Stade est composée de US Quillan, Limoges rugby, Bergerac, Lombez-Samatan, US Tyrosse, CS Bourgoin-Jallieu & St Girons.
| Adversaires         | Résultats Domicile | Résultats Extérieur |
| US Tyrosse          | match nul 15 à 15  | Perdu 15 à 10       |
| St Girons           | Gagné 28 à 11      | Gagné 13 à 14       |
| Lombez-Samatan      | Gagné 16 à 3       | Perdu 25 à 9        |
| Bergerac            | Gagné 43 à 7       | Perdu 3 à 0         |
| Limoges rugby       | Gagné 13 à 6       | Perdu 22 à 3        |
| CS Bourgoin-Jallieu | Gagné 17 à 6       | Perdu 24 à 12       |
| US Quillan          | Gagné 38 à 6       | Perdu 26 à 7        |

Comme la saison précédente, le Boucau Stade débute "tambour battant" et se classe premier de sa poule à l'issue de la troisième journée malgré un match nul lors de la réception de Tyrosse (15 à 15) où les Landais égalisent à 1 minute de la fin du match.
Pour cela les Noirs gagnent à St Girons (13 à 14) en inscrivant l'essai de la victoire à la dernière minute, puis dominent Lombez-Samatan à Piquessary (16 à 3).
Le déplacement à Bergerac laisse beaucoup de regrets puisque perdu sur le score de 3 à 0 alors que les Boucalais manquent 4 pénalités et mettent 1 drop sur le poteau. à la suite de cette défaite le BS est deuxième de sa poule.
Qu'à cela ne tienne, les réceptions de Limoges (13 à 6) et de Bourgoin (17 à 6) permettent aux Noirs de retrouver le fauteuil de leader au soir de la sixième journée.
Mieux, l'équipe composée d'une majorité d'anciens juniors (qui ont en cette saison entre 20 et 21 ans (Gaye, Yanci, F.Réal, Millox, Novion, M.Mays, Ph.Dacharry, J.Fanen, Apaty) et de joueurs du clubs confirmés (Jimenez, R.ALzuguren, J-P Réal, Escoubé, Valderrey, Louis & Henry Damestoy, Foncillas & M.Dacharry) se voit renforcée par Leterre, Barragué & Larrayos (auteurs de 9 essais à eux 3 cette saison) et la présence d'Hauciart et de Prévost devant.
Ainsi, le collectif qui se met en place, ravit les supporters du BS qui retrouvent une équipe, conquérante, volontaire et combative qui fait du Stade Piquessary une « forteresse imprenable ».
Cette volonté de ne rien lâcher se concrétise lors de la réception de Bourgoin où les noirs menés (4 à 6) à 10 minutes de la fin produisent leurs efforts et renverse l'issue du match en inscrivant 13 points dans les 5 dernières minutes dont 2 essais aux 76e et 78e minutes pour l'emporter 17 à 6, dans un stade en délire.
Le dernier match de la phase aller, vera les Boucalais perdre à  Quillan (28 à 11) mais rester premier de sa poule grâce aux points de bonus attribués quand l'équipe n'a pas de joueurs suspendu sur l'ensemble des 7 premiers matchs.
La phase retour sera plus compliquée avec 4 déplacements pour 7 rencontres.
D'abord, le BS chute à Tyrosse 15 à 10 et tombe à la deuxième place. Ensuite, il retrouve son fauteuil de leader grâce à sa victoire sur St Girons (28 à 11) à Piquessary. Puis, les noirs perdent 25 à 9 à Lombez Samatan mais restent premier ex æquo avec Tyrosse & Bourgoin avant de dominer Bergerac, pour une réception riche en points (43 à 7) et en essais (8 essais inscrits).
Il reste 3 matchs à disputer (déplacements à Limoges et Bourgoin-Jallieu puis la réception de Quillan).
La lutte pour les 2 premières places qualificatives (pour les seizièmes de finale du championnat de France de 1re Division) mais surtout synonyme de montée en groupe A est des plus serrée entre le Boucau-Stade, Tyrosse et Bourgoin.
Le 1er déplacement se solde par une défaite des noirs à Limoges 22 à 3. Malgré cela, ils restent à égalité avec Tyrosse et Bourgoin qui ont également perdus.
Tout va se jouer à Bourgoin-Jallieu, face à un adversaire très solide et qui n'est jamais facile à affronter sur ses terres pour ce qui va être une véritable finale pour la montée. Malgré un long déplacement aux pieds des Alpes, les Forgerons réalisent une première mi-temps parfaite, où ils mènent 9 à 12. Dans ce match, Bourgoin reprend l'avantage à 10 minutes de la fin 15 à 12. Hélas, les Boucalais encaissent 9 points dans les dernières minutes pour un score final 24 à 12. Cette défaite repousse le BS à une cinquième place (la plus mauvaise de la saison) mais surtout ferme la porte au club pour une accession au groupe A.
La dernière journée ne sera qu'une formalité avec la réception de Quillan, dominé 38 à 6, avec 8 essais inscrits.
Invaincu à domicile (même si Tyrosse viendra décrocher un nul) et victorieux à St Girons, le Boucau-Stade termine 3e de sa poule et rate de peu une montée en groupe A ainsi qu'une qualification pour les 16e de 1re Division qui au vu de sa saison n'auraient pas été usurpés.
- à noter que 30 % de l'effectif à cette particularité d'être composée par 4 fratries : Les "Dacharry" (Michel & Philippe (Christian jouant avec l'équipe B)), Les "Réal" (Francis & Jean-Pierre), Les "Fanen" (Gilles et Jacques) & les "Damestoy" (Henry et Louis (appelé "Bob")).
- à noter que pour les 70 ans du club, l'équipe 1re du Boucau-Stade rencontre les Gallois de Caerphily (Cadriff) à Piquessary. Victoire des noirs du Boucau (22 à 7)[Note 3] et une belle photo souvenir où les 2 équipes se mélangent devant l'objectif du photographe.

## Meilleurs marqueurs de points et d'essais
| classement | Joueur                                              | Points |
| 1          | Henry Damestoy                                      | 78     |
| 2          | Jacques Fanen                                       | 39     |
| 3          | Gérard Valderrey                                    | 23     |
| 4          | Michel Dacharry                                     | 16     |
| 5          | José Foncillas                                      | 15     |
| 6          | Leterre                                             | 14     |
| 7          | Christian Barragué et Larrayos                      | 12     |
| 8          | J-P Réal, Francis Réal, J-M Yanci et Louis Damestoy | 4      |

| classement | Joueur                                                             | Essais |
| 1          | Jaques Fanen et Gérard Valderrey                                   | 5      |
| 3          | Michel Dacharry                                                    | 4      |
| 4          | Larrayos, Christian Barragué, Leterre, Foncillas et Henry Damestoy | 3      |
| 9          | J-P Réal, Francis Réal, J-M Yanci et Louis Damestoy                | 1      |

## Le Challenge Berdern
Cette saison-là, l'équipe première du Boucau-Stade atteint la Finale du Challenge Berden après avoir dominé en 1/4 de finale, le Stade montois (33 à 15) à Saint-Jean-de-Luz et l'Aviron bayonnais (31 à 28) en 1/2 finale à Tyrosse.
Aussi, c'est face à Oloron (détenteur de ce Challenge), à Biarritz, que les Noirs disputent la Finale de ce Challenge relevé.
Au terme d'un math heurté, le BS est battu par les Béarnais (32 à 12) qui l'emportent pour la deuxième fois d'affilée.
Cette finale, jouée dans une ambiance détestable est marquée par plusieurs bagarres.
La première demi-heure de jeu est émaillée de mauvais coups où chaque équipe est tour à tour victime et coupable.
L'arbitrage laxiste ne permet pas de mettre fin aux débordements, ni aux acteurs de stopper leur comportement.
Après une accalmie assez courte, les coups redoublent à l'heure de jeu pour connaître leur apogée à cause du dernier essai Oloronais non valable (à la suite d'un passage en touche non signalé).
Cette injustice met le feu au poudre et les 2 équipes s'en donne à cœur joie devant un parterre de supporters "médusés".
C'est alors que le Talonneur Boucalais (Jimenez) est mis K.O. par un coup de pied Oloronais en plein visage.
Devant une telle violence, les Boucalais quittent le terrain en emportant leur camarade sans connaissance et laissent, ainsi, leur adversaire du jour et l'arbitre, seuls sur le terrain.
| Poste               | Joueurs                                                                                  |
| 1re ligne           | R.Alzuguren, Jimenez, Millox                                                             |
| 2e ligne            | Yanci, Francis Réal                                                                      |
| 3e ligne            | Novion, Barragué, Larrayos                                                               |
| demi de mêlée       | Valderrey                                                                                |
| demi d'ouverture    | Michel Dacharry                                                                          |
| 3/4                 | Henry Damestoy, Louis Damestoy, Jacques Fanen, Apaty                                     |
| arrière             | José Foncillas                                                                           |
| Remplaçants rentrés | Escoubé (3e ligne), Philippe Dacharry (demi de mêlée), Gaye (Pilier), Pédefourt (ailier) |

## Effectif
| Rang | Nom                 | Poste              | parcours                    |
| 1    | Henry Gaye          | Pilier             | formé au club               |
| 2    | Bernard Hauciart    | Pilier             | Bayonne                     |
| 3    | René Alzugurren     | Pilier             | formé au club               |
| 4    | Jean-Jacques Millox | Pilier ou 2e ligne | formé au club               |
| 5    | Christian Jimenez   | Talonneur          | formé au club               |
| 6    | Jean-Pierre Réal    | 3e ligne           | formé au club               |
| 7    | Alain Prévot        | 2e ligne ou pilier | formé au club puis St Sever |
| 8    | Jean-Michel Yanci   | Pilier ou 2e ligne | formé au club               |
| 9    | Francis Réal        | 2e ligne           | formé au club               |
| 10   | Jean-Paul Salomon   | 2e ligne           | formé au club               |
| 11   | Michel Larrayos     | 3e ligne           | Bayonne                     |
| 12   | Christian Barragué  | 3e ligne           | Bayonne                     |
| 13   | Philippe Mandin     | 3e ligne           | formé au club               |
| 14   | Gérard Novion       | 3e ligne aile      | formé au club               |

| Rang | Nom                  | Poste                      | parcours      |
| 15   | Gérard Valderrey     | Demi de mêlée              | formé au club |
| 16   | Jean-Louis Leterre   | Ouvreur                    | Villeneuve 13 |
| 17   | Philippe Dacharry    | Demi de mêlée              | formé au club |
| 18   | Jacques Fanen        | Centre                     | formé au club |
| 19   | Michel Dacharry      | Ailier                     | formé au club |
| 20   | José Foncillas       | Arrière                    | formé au club |
| 21   | Henry Damestoy       | Ailier                     | formé au club |
| 22   | Mora                 | Ailier                     | formé au club |
| 23   | Louis Damestoy       | Centre                     | formé au club |
| 24   | Jean-Luc Apaty       | Centre ou ailier           | formé au club |
| 25   | Dominique Comets     | Ailier                     | formé au club |
| 26   | Michel Mays          | 3e ligne aile ou talonneur | formé au club |
| 27   | Jean-Jacques Escoubé | 2e ou 3e ligne             | formé au club |
| 28   | Marquebielle Bernard | centre ou demi de mêlée    | formé au club |

## Le Juniors Reichel
Les Juniors Reichel, cette saison-là, sont éliminés à Lembeye en 8e de finale du championnat de France par Montauban 24 à 15.